# 半家駅
半家駅（はげえき）は、高知県四万十市西土佐半家にある、四国旅客鉄道（JR四国）予土線の駅である。駅番号はG33。難読駅名及び珍地名の一つとして知られる。

## 歴史
- 1974年（昭和49年）3月1日：日本国有鉄道の駅として開設[1]。無人駅[2]。
- 1987年（昭和62年）4月1日：国鉄分割民営化によりJR四国の駅となる[1]。

## 駅構造

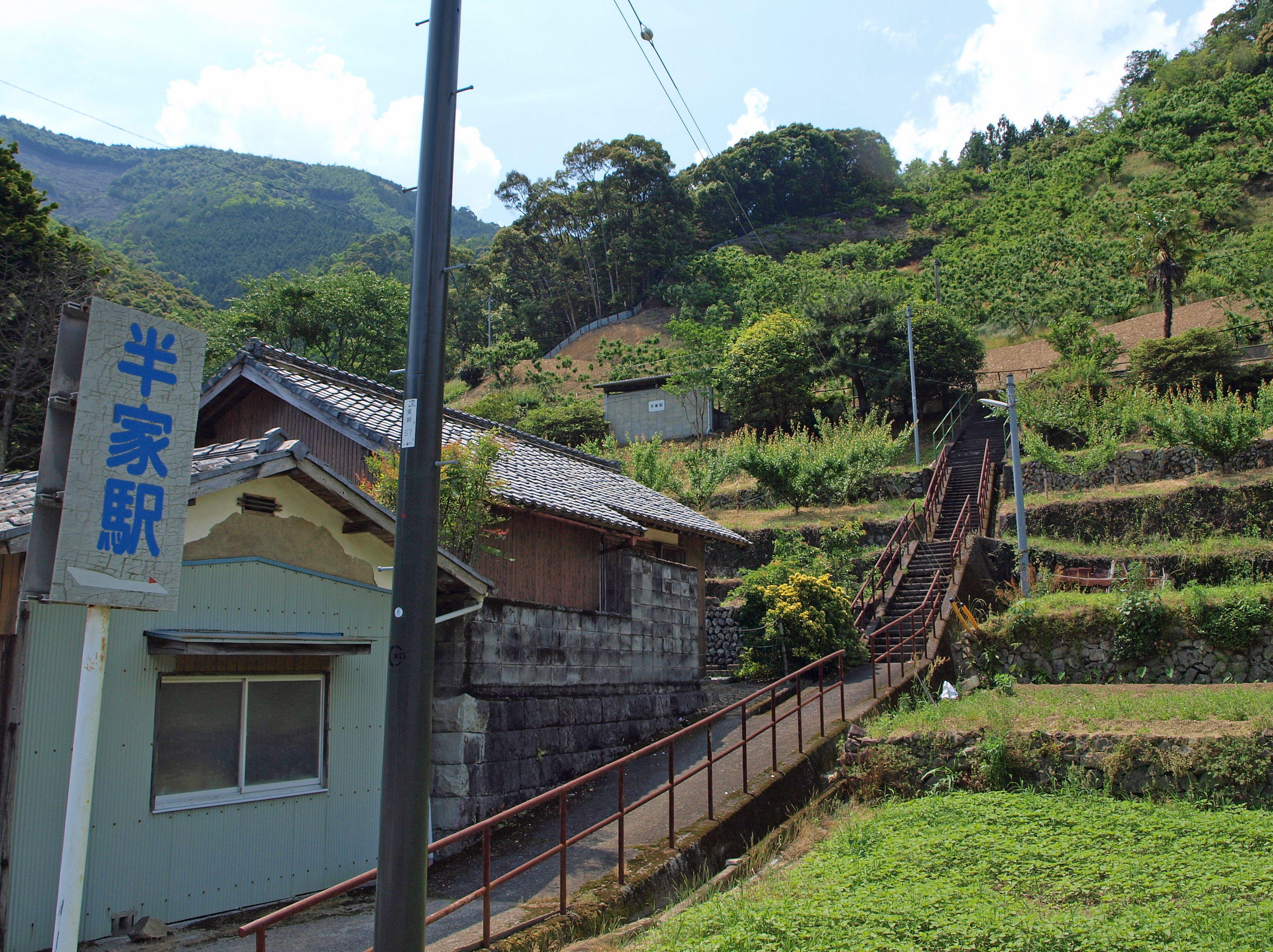
駅登り口より（2010年5月）

単式ホーム1面1線を有する地上駅。ホームは高い位置にあり国道381号からは階段を上らなければならない。無人駅で駅舎は無い。ホーム上には待合室が設置されている。

## 利用状況
1日の平均乗降人員は以下の通り。
| 1日乗降人員推移 | 1日乗降人員推移 |
| 年度            | 1日平均人数     |
| --------------- | --------------- |
| 2011年          | 8               |
| 2012年          | 6               |
| 2013年          | 6               |
| 2014年          | 8               |
| 2015年          | 6               |
| 2016年          | 10              |
| 2017年          | 4               |
| 2018年          | 6               |

## 駅周辺
- 四万十市立本村小学校
- 四万十川
- 半家大橋
- 半家沈下橋
- 長生沈下橋
- 国道441号

## バス路線
2016年（平成28年）度まで四万十市営バスの江川線が運行されていたが、翌年度にデマンド交通への統合が行われたため路線バスの運行は設定されていない。

## その他
- 「半家」の名前の由来は、1734年（享保19年）に谷垣守が記した『土佐国鏡草』によると、この地に住み着いた平家の落人が源氏方の追討を逃れるために「平」の横線を移動させて「半」にしたためと言われている[6]。
- 当駅名が同じ予土線の若井駅とセットで、クイズ番組の問題に良く出題される（クイズダービー等多数）。
- アニメ『サザエさん』ではこの地を訪れるエピソードが放送されたが、その中で磯野波平が「はげ」の読みにショックを受ける場面がある[7] 。
- その名称から増毛駅、笠上黒生（髪毛黒生）駅と共に珍名駅の1つとして知られる。なお増毛駅は、2016年（平成28年）12月5日に留萌本線の留萌駅 - 同駅間の廃線により廃駅となった。

## 隣の駅
四国旅客鉄道（JR四国）
■予土線
十川駅 (G32) - 半家駅 (G33) - 江川崎駅 (G34)